# Nabla in verschillende assenstelsels
Dit is een lijst van enkele formules uit vectoranalyse voor het werken met veelvoorkomende kromlijnige coördinatenstelsels: cartesische coördinaten, cilindercoördinaten, bolcoördinaten.

## Conversies tussen stelsels
|            |             | van | van | van |
| cartesisch | cilindrisch | bol | | |
| ---------- | ----------- | --- | --- | --- |
| naar       | cartesisch  | {\displaystyle {\begin{aligned}x&=x\\y&=y\\z&=z\end{aligned}}} | {\displaystyle {\begin{aligned}x&=\rho \cos \varphi \\y&=\rho \sin \varphi \\z&=z\end{aligned}}}                                                   | {\displaystyle {\begin{aligned}x&=r\sin \theta \cos \varphi \\y&=r\sin \theta \sin \varphi \\z&=r\cos \theta \end{aligned}}} |
| naar       | cilindrisch | {\displaystyle {\begin{aligned}\rho &={\sqrt {x^{2}+y^{2}}}\\\varphi &=\arctan \left({\frac {y}{x}}\right)\\z&=z\end{aligned}}}                                                             | {\displaystyle {\begin{aligned}\rho &=\rho \\\varphi &=\varphi \\z&=z\end{aligned}}}                                                               | {\displaystyle {\begin{aligned}\rho &=r\sin \theta \\\varphi &=\varphi \\z&=r\cos \theta \end{aligned}}}                     |
| naar       | bol         | {\displaystyle {\begin{aligned}r&={\sqrt {x^{2}+y^{2}+z^{2}}}\\\theta &=\arctan \left({\frac {\sqrt {x^{2}+y^{2}}}{z}}\right)\\\varphi &=\arctan \left({\frac {y}{x}}\right)\end{aligned}}} | {\displaystyle {\begin{aligned}r&={\sqrt {\rho ^{2}+z^{2}}}\\\theta &=\arctan {\left({\frac {\rho }{z}}\right)}\\\varphi &=\varphi \end{aligned}}} | {\displaystyle {\begin{aligned}r&=r\\\varphi &=\varphi \\\theta &=\theta \\\end{aligned}}}                                   |

## Conversies tussen eenheidsvectoren
|              | cartesische | cilindrische | bol |
| ------------ | --- | --- | --- |
| cartesische  | | {\displaystyle {\begin{aligned}{\hat {\mathbf {x} }}&=\cos \varphi {\hat {\boldsymbol {\rho }}}-\sin \varphi {\hat {\boldsymbol {\varphi }}}\\{\hat {\mathbf {y} }}&=\sin \varphi {\hat {\boldsymbol {\rho }}}+\cos \varphi {\hat {\boldsymbol {\varphi }}}\\{\hat {\mathbf {z} }}&={\hat {\mathbf {z} }}\end{aligned}}}                                        | {\displaystyle {\begin{aligned}{\hat {\mathbf {x} }}&=\sin \theta \cos \varphi {\hat {\mathbf {r} }}+\cos \theta \cos \varphi {\hat {\boldsymbol {\theta }}}-\sin \varphi {\hat {\boldsymbol {\varphi }}}\\{\hat {\mathbf {y} }}&=\sin \theta \sin \varphi {\hat {\mathbf {r} }}+\cos \theta \sin \varphi {\hat {\boldsymbol {\theta }}}+\cos \varphi {\hat {\boldsymbol {\varphi }}}\\{\hat {\mathbf {z} }}&=\cos \theta {\hat {\mathbf {r} }}-\sin \theta {\hat {\boldsymbol {\theta }}}\end{aligned}}} |
| cilindrische | {\displaystyle {\begin{aligned}{\hat {\boldsymbol {\rho }}}&={\frac {x{\hat {\mathbf {x} }}+y{\hat {\mathbf {y} }}}{\sqrt {x^{2}+y^{2}}}}\\{\hat {\boldsymbol {\varphi }}}&={\frac {-y{\hat {\mathbf {x} }}+x{\hat {\mathbf {y} }}}{\sqrt {x^{2}+y^{2}}}}\\{\hat {\mathbf {z} }}&={\hat {\mathbf {z} }}\end{aligned}}} | | {\displaystyle {\begin{aligned}{\hat {\boldsymbol {\rho }}}&=\sin \theta {\hat {\mathbf {r} }}+\cos \theta {\hat {\boldsymbol {\theta }}}\\{\hat {\boldsymbol {\varphi }}}&={\hat {\boldsymbol {\varphi }}}\\{\hat {\mathbf {z} }}&=\cos \theta {\hat {\mathbf {r} }}-\sin \theta {\hat {\boldsymbol {\theta }}}\end{aligned}}} |
| bol          | {\displaystyle {\begin{aligned}{\hat {\mathbf {r} }}&={\frac {x{\hat {\mathbf {x} }}+y{\hat {\mathbf {y} }}+z{\hat {\mathbf {z} }}}{\sqrt {x^{2}+y^{2}+z^{2}}}}\\{\hat {\boldsymbol {\theta }}}&={\frac {\left(x{\hat {\mathbf {x} }}+y{\hat {\mathbf {y} }}\right)z-\left(x^{2}+y^{2}\right){\hat {\mathbf {z} }}}{{\sqrt {x^{2}+y^{2}+z^{2}}}{\sqrt {x^{2}+y^{2}}}}}\\{\hat {\boldsymbol {\varphi }}}&={\frac {-y{\hat {\mathbf {x} }}+x{\hat {\mathbf {y} }}}{\sqrt {x^{2}+y^{2}}}}\end{aligned}}} | {\displaystyle {\begin{aligned}{\hat {\mathbf {r} }}&={\frac {\rho {\hat {\boldsymbol {\rho }}}+z{\hat {\mathbf {z} }}}{\sqrt {\rho ^{2}+z^{2}}}}\\{\hat {\boldsymbol {\theta }}}&={\frac {z{\hat {\boldsymbol {\rho }}}-\rho {\hat {\mathbf {z} }}}{\sqrt {\rho ^{2}+z^{2}}}}\\{\hat {\boldsymbol {\varphi }}}&={\hat {\boldsymbol {\varphi }}}\end{aligned}}} | |

|              | cartesische | cilindrische | bol |
| ------------ | --- | --- | --- |
| cartesische  | | {\displaystyle {\begin{aligned}{\hat {\mathbf {x} }}&={\frac {x{\hat {\boldsymbol {\rho }}}-y{\hat {\boldsymbol {\varphi }}}}{\sqrt {x^{2}+y^{2}}}}\\{\hat {\mathbf {y} }}&={\frac {y{\hat {\boldsymbol {\rho }}}+x{\hat {\boldsymbol {\varphi }}}}{\sqrt {x^{2}+y^{2}}}}\\{\hat {\mathbf {z} }}&={\hat {\mathbf {z} }}\end{aligned}}} | {\displaystyle {\begin{aligned}{\hat {\mathbf {x} }}&={\frac {x\left({\sqrt {x^{2}+y^{2}}}{\hat {\mathbf {r} }}+z{\hat {\boldsymbol {\theta }}}\right)-y{\sqrt {x^{2}+y^{2}+z^{2}}}{\hat {\boldsymbol {\varphi }}}}{{\sqrt {x^{2}+y^{2}}}{\sqrt {x^{2}+y^{2}+z^{2}}}}}\\{\hat {\mathbf {y} }}&={\frac {y\left({\sqrt {x^{2}+y^{2}}}{\hat {\mathbf {r} }}+z{\hat {\boldsymbol {\theta }}}\right)+x{\sqrt {x^{2}+y^{2}+z^{2}}}{\hat {\boldsymbol {\varphi }}}}{{\sqrt {x^{2}+y^{2}}}{\sqrt {x^{2}+y^{2}+z^{2}}}}}\\{\hat {\mathbf {z} }}&={\frac {z{\hat {\mathbf {r} }}-{\sqrt {x^{2}+y^{2}}}{\hat {\boldsymbol {\theta }}}}{\sqrt {x^{2}+y^{2}+z^{2}}}}\end{aligned}}} |
| cilindrische | {\displaystyle {\begin{aligned}{\hat {\boldsymbol {\rho }}}&=\cos \varphi {\hat {\mathbf {x} }}+\sin \varphi {\hat {\mathbf {y} }}\\{\hat {\boldsymbol {\varphi }}}&=-\sin \varphi {\hat {\mathbf {x} }}+\cos \varphi {\hat {\mathbf {y} }}\\{\hat {\mathbf {z} }}&={\hat {\mathbf {z} }}\end{aligned}}} | | {\displaystyle {\begin{aligned}{\hat {\boldsymbol {\rho }}}&={\frac {\rho {\hat {\mathbf {r} }}+z{\hat {\boldsymbol {\theta }}}}{\sqrt {\rho ^{2}+z^{2}}}}\\{\hat {\boldsymbol {\varphi }}}&={\hat {\boldsymbol {\varphi }}}\\{\hat {\mathbf {z} }}&={\frac {z{\hat {\mathbf {r} }}-\rho {\hat {\boldsymbol {\theta }}}}{\sqrt {\rho ^{2}+z^{2}}}}\end{aligned}}} |
| bol          | {\displaystyle {\begin{aligned}{\hat {\mathbf {r} }}&=\sin \theta \left(\cos \varphi {\hat {\mathbf {x} }}+\sin \varphi {\hat {\mathbf {y} }}\right)+\cos \theta {\hat {\mathbf {z} }}\\{\hat {\boldsymbol {\theta }}}&=\cos \theta \left(\cos \varphi {\hat {\mathbf {x} }}+\sin \varphi {\hat {\mathbf {y} }}\right)-\sin \theta {\hat {\mathbf {z} }}\\{\hat {\boldsymbol {\varphi }}}&=-\sin \varphi {\hat {\mathbf {x} }}+\cos \varphi {\hat {\mathbf {y} }}\end{aligned}}} | {\displaystyle {\begin{aligned}{\hat {\mathbf {r} }}&=\sin \theta {\hat {\boldsymbol {\rho }}}+\cos \theta {\hat {\mathbf {z} }}\\{\hat {\boldsymbol {\theta }}}&=\cos \theta {\hat {\boldsymbol {\rho }}}-\sin \theta {\hat {\mathbf {z} }}\\{\hat {\boldsymbol {\varphi }}}&={\hat {\boldsymbol {\varphi }}}\end{aligned}}}          | |

## Formules met de gradiënt
| operatie                   | cartesische coördinaten (x, y, z) | cilindercoördinaten (ρ, φ, z) | bolcoördinaten (r, θ, φ), waar φ de azimutale en θ de polaire hoek is |
| -------------------------- | --- | --- | --- |
| vectorveld A               | {\displaystyle A_{x}{\hat {\mathbf {x} }}+A_{y}{\hat {\mathbf {y} }}+A_{z}{\hat {\mathbf {z} }}} | {\displaystyle A_{\rho }{\hat {\boldsymbol {\rho }}}+A_{\varphi }{\hat {\boldsymbol {\varphi }}}+A_{z}{\hat {\mathbf {z} }}} | {\displaystyle A_{r}{\hat {\mathbf {r} }}+A_{\theta }{\hat {\boldsymbol {\theta }}}+A_{\varphi }{\hat {\boldsymbol {\varphi }}}} |
| gradiënt ∇f                | {\displaystyle {\partial f \over \partial x}{\hat {\mathbf {x} }}+{\partial f \over \partial y}{\hat {\mathbf {y} }}+{\partial f \over \partial z}{\hat {\mathbf {z} }}} | {\displaystyle {\partial f \over \partial \rho }{\hat {\boldsymbol {\rho }}}+{1 \over \rho }{\partial f \over \partial \varphi }{\hat {\boldsymbol {\varphi }}}+{\partial f \over \partial z}{\hat {\mathbf {z} }}} | {\displaystyle {\partial f \over \partial r}{\hat {\mathbf {r} }}+{1 \over r}{\partial f \over \partial \theta }{\hat {\boldsymbol {\theta }}}+{1 \over r\sin \theta }{\partial f \over \partial \varphi }{\hat {\boldsymbol {\varphi }}}} |
| divergentie ∇ ⋅ A          | {\displaystyle {\partial A_{x} \over \partial x}+{\partial A_{y} \over \partial y}+{\partial A_{z} \over \partial z}} | {\displaystyle {1 \over \rho }{\partial \left(\rho A_{\rho }\right) \over \partial \rho }+{1 \over \rho }{\partial A_{\varphi } \over \partial \varphi }+{\partial A_{z} \over \partial z}} | {\displaystyle {1 \over r^{2}}{\partial \left(r^{2}A_{r}\right) \over \partial r}+{1 \over r\sin \theta }{\partial \over \partial \theta }\left(A_{\theta }\sin \theta \right)+{1 \over r\sin \theta }{\partial A_{\varphi } \over \partial \varphi }} |
| rotatie ∇ × A              | {\displaystyle {\begin{aligned}\left({\frac {\partial A_{z}}{\partial y}}-{\frac {\partial A_{y}}{\partial z}}\right)&{\hat {\mathbf {x} }}\\+\left({\frac {\partial A_{x}}{\partial z}}-{\frac {\partial A_{z}}{\partial x}}\right)&{\hat {\mathbf {y} }}\\+\left({\frac {\partial A_{y}}{\partial x}}-{\frac {\partial A_{x}}{\partial y}}\right)&{\hat {\mathbf {z} }}\end{aligned}}} | {\displaystyle {\begin{aligned}\left({\frac {1}{\rho }}{\frac {\partial A_{z}}{\partial \varphi }}-{\frac {\partial A_{\varphi }}{\partial z}}\right)&{\hat {\boldsymbol {\rho }}}\\+\left({\frac {\partial A_{\rho }}{\partial z}}-{\frac {\partial A_{z}}{\partial \rho }}\right)&{\hat {\boldsymbol {\varphi }}}\\{}+{\frac {1}{\rho }}\left({\frac {\partial \left(\rho A_{\varphi }\right)}{\partial \rho }}-{\frac {\partial A_{\rho }}{\partial \varphi }}\right)&{\hat {\mathbf {z} }}\end{aligned}}} | {\displaystyle {\begin{aligned}{\frac {1}{r\sin \theta }}\left({\frac {\partial }{\partial \theta }}\left(A_{\varphi }\sin \theta \right)-{\frac {\partial A_{\theta }}{\partial \varphi }}\right)&{\hat {\mathbf {r} }}\\{}+{\frac {1}{r}}\left({\frac {1}{\sin \theta }}{\frac {\partial A_{r}}{\partial \varphi }}-{\frac {\partial }{\partial r}}\left(rA_{\varphi }\right)\right)&{\hat {\boldsymbol {\theta }}}\\{}+{\frac {1}{r}}\left({\frac {\partial }{\partial r}}\left(rA_{\theta }\right)-{\frac {\partial A_{r}}{\partial \theta }}\right)&{\hat {\boldsymbol {\varphi }}}\end{aligned}}} |
| laplace-operator ∇2f ≡ ∆f  | {\displaystyle {\partial ^{2}f \over \partial x^{2}}+{\partial ^{2}f \over \partial y^{2}}+{\partial ^{2}f \over \partial z^{2}}} | {\displaystyle {1 \over \rho }{\partial \over \partial \rho }\left(\rho {\partial f \over \partial \rho }\right)+{1 \over \rho ^{2}}{\partial ^{2}f \over \partial \varphi ^{2}}+{\partial ^{2}f \over \partial z^{2}}} | {\displaystyle {1 \over r^{2}}{\partial \over \partial r}\!\left(r^{2}{\partial f \over \partial r}\right)\!+\!{1 \over r^{2}\!\sin \theta }{\partial \over \partial \theta }\!\left(\sin \theta {\partial f \over \partial \theta }\right)\!+\!{1 \over r^{2}\!\sin ^{2}\theta }{\partial ^{2}f \over \partial \varphi ^{2}}} |
| vector Laplaciaan ∇2A ≡ ∆A | {\displaystyle \nabla ^{2}A_{x}{\hat {\mathbf {x} }}+\nabla ^{2}A_{y}{\hat {\mathbf {y} }}+\nabla ^{2}A_{z}{\hat {\mathbf {z} }}} | {\displaystyle {\begin{aligned}{\mathopen {}}\left(\nabla ^{2}A_{\rho }-{\frac {A_{\rho }}{\rho ^{2}}}-{\frac {2}{\rho ^{2}}}{\frac {\partial A_{\varphi }}{\partial \varphi }}\right){\mathclose {}}&{\hat {\boldsymbol {\rho }}}\\+{\mathopen {}}\left(\nabla ^{2}A_{\varphi }-{\frac {A_{\varphi }}{\rho ^{2}}}+{\frac {2}{\rho ^{2}}}{\frac {\partial A_{\rho }}{\partial \varphi }}\right){\mathclose {}}&{\hat {\boldsymbol {\varphi }}}\\{}+\nabla ^{2}A_{z}&{\hat {\mathbf {z} }}\end{aligned}}}      | {\displaystyle {\begin{aligned}\left(\nabla ^{2}A_{r}-{\frac {2A_{r}}{r^{2}}}-{\frac {2}{r^{2}\sin \theta }}{\frac {\partial \left(A_{\theta }\sin \theta \right)}{\partial \theta }}-{\frac {2}{r^{2}\sin \theta }}{\frac {\partial A_{\varphi }}{\partial \varphi }}\right)&{\hat {\mathbf {r} }}\\+\left(\nabla ^{2}A_{\theta }-{\frac {A_{\theta }}{r^{2}\sin ^{2}\theta }}+{\frac {2}{r^{2}}}{\frac {\partial A_{r}}{\partial \theta }}-{\frac {2\cos \theta }{r^{2}\sin ^{2}\theta }}{\frac {\partial A_{\varphi }}{\partial \varphi }}\right)&{\hat {\boldsymbol {\theta }}}\\+\left(\nabla ^{2}A_{\varphi }-{\frac {A_{\varphi }}{r^{2}\sin ^{2}\theta }}+{\frac {2}{r^{2}\sin \theta }}{\frac {\partial A_{r}}{\partial \varphi }}+{\frac {2\cos \theta }{r^{2}\sin ^{2}\theta }}{\frac {\partial A_{\theta }}{\partial \varphi }}\right)&{\hat {\boldsymbol {\varphi }}}\end{aligned}}} |

### Rekenregels
1. {\displaystyle \operatorname {div} \operatorname {grad} f\equiv \nabla \cdot \nabla f\equiv \nabla ^{2}f}
2. {\displaystyle \operatorname {rot} \operatorname {grad} f\equiv \nabla \times \nabla f=\mathbf {0} }
3. {\displaystyle \operatorname {div} \operatorname {rot} \mathbf {A} \equiv \nabla \cdot (\nabla \times \mathbf {A} )=0}
4. {\displaystyle \operatorname {rot} \operatorname {rot} \mathbf {A} \equiv \nabla \times (\nabla \times \mathbf {A} )=\nabla (\nabla \cdot \mathbf {A} )-\nabla ^{2}\mathbf {A} }, Lagrange's formule voor de gradiënt
5. {\displaystyle \nabla ^{2}(fg)=f\nabla ^{2}g+2\nabla f\cdot \nabla g+g\nabla ^{2}f}